# ريكاردو فرنانديز باروكو
ريكاردو فرنانديز باروكو (من مواليد 1965) رجل أعمال فنزويلي، قدرت ثروته الصافية في عام 2005 بنحو 1.6 مليار دولار، مع «شبكة من 270 شركة في صناعات متنوعة مثل صيد التونة والخدمات المصرفية». مجموعة برواريبا فرنانديز (تم تأميمها في يناير 2010) هي واحدة من أكبر الموردين لسلسلة ميركال الفنزويلية من محلات السوبر ماركت المدعومة المملوكة للدولة.
بدأ باروكو حياته المهنية كمالك لشركة نقل بالشاحنات فنزويلية صغيرة. خلال الإضراب العام الفنزويلي في 2002-2003 برز بارويكو بسرعة عندما ساعد الحكومة من خلال إقراضها مركباته لدعم محاولات الحكومة للحفاظ على توزيع الغذاء أثناء الإضراب. تلقى بارويكو تهديدات بالقتل في ذلك الوقت. تطورت شبكة التوزيع خلال الإضراب وأصبحت فيما بعد سلسلة ميركال لمحلات السوبر ماركت المدعومة المملوكة للدولة.
في منتصف عام 2009 استحوذ فرنانديز على ديجيتال جي إس إم من أوسوالدو سيسنيروس مقابل 800 مليون دولار. في سبتمبر وأكتوبر 2009 قاد فرنانديز مجموعة من المستثمرين في الاستحواذ على أربعة بنوك كانارياس وكونفيدرادو وبوليفار وبانبرو، يمثلون معًا 5.7 بالمائة من القطاع المصرفي في فنزويلا. في أواخر عام 2009 تم القبض على فرنانديز في فنزويلا لمجموعة متنوعة من التهم، بما في ذلك اختلاس الأموال فيما يتعلق بالاستحواذ بسبب مشاكل السيولة للبنوك الأربعة التي استحوذ عليها فرنانديز. ولا يزال رهن الاعتقال ولم يتم تحديد موعد للمحاكمة. كانت بنوكه من بين العديد من البنوك التي استولت عليها الحكومة خلال الأزمة المصرفية الفنزويلية 2009-10. تم دمج العديد من بنوكه في بنك بيسينتيناريو الجديد.
زودت مجموعة برواريبا التابعة لـ باروكو سلسلة ميركال الفنزويلية من محلات السوبر ماركت المدعومة المملوكة للدولة، حيث توفر حوالي 10٪ من دقيق الذرة في البلاد. استحوذت الحكومة الفنزويلية على الشركة في يناير 2010 ووضعت تحت سيطرة شركة يو بي إس، تهدف الحكومة إلى مضاعفة الإنتاج.
فرنانديز حاصل على شهادة في الاقتصاد من جامعة أندرياس بلو الكاثوليكية في فنزويلا.